# غزل جیسون
غزل جیسون (به انگلیسی: Jason's Lyric) فیلمی محصول سال ۱۹۹۴ و به کارگردانی داگ مک‌هنری است. در این فیلم بازیگرانی همچون آلن پاین، جیدا پینکت اسمیت، بوکیم وودبین، تریچ، ادی گریفن، فارست ویتاکر و لیزا نیکول کارسون ایفای نقش کرده‌اند.